# Nino Lamboglia
Nino Lamboglia (Porto Maurizio, 7 agosto 1912 – Genova, 10 gennaio 1977) è stato un archeologo italiano, fondatore dell'Istituto internazionale di studi liguri, fra i pionieri dell'archeologia marittima.

## Biografia
Nasce a Porto Maurizio (Imperia), il 7 agosto 1912. Il padre Carmelo, di origini lucane era nato ad Aurigo, paese dell'entroterra imperiese, era insegnante e musicista mentre la madre Carmelina Federici invece era imperiese. 

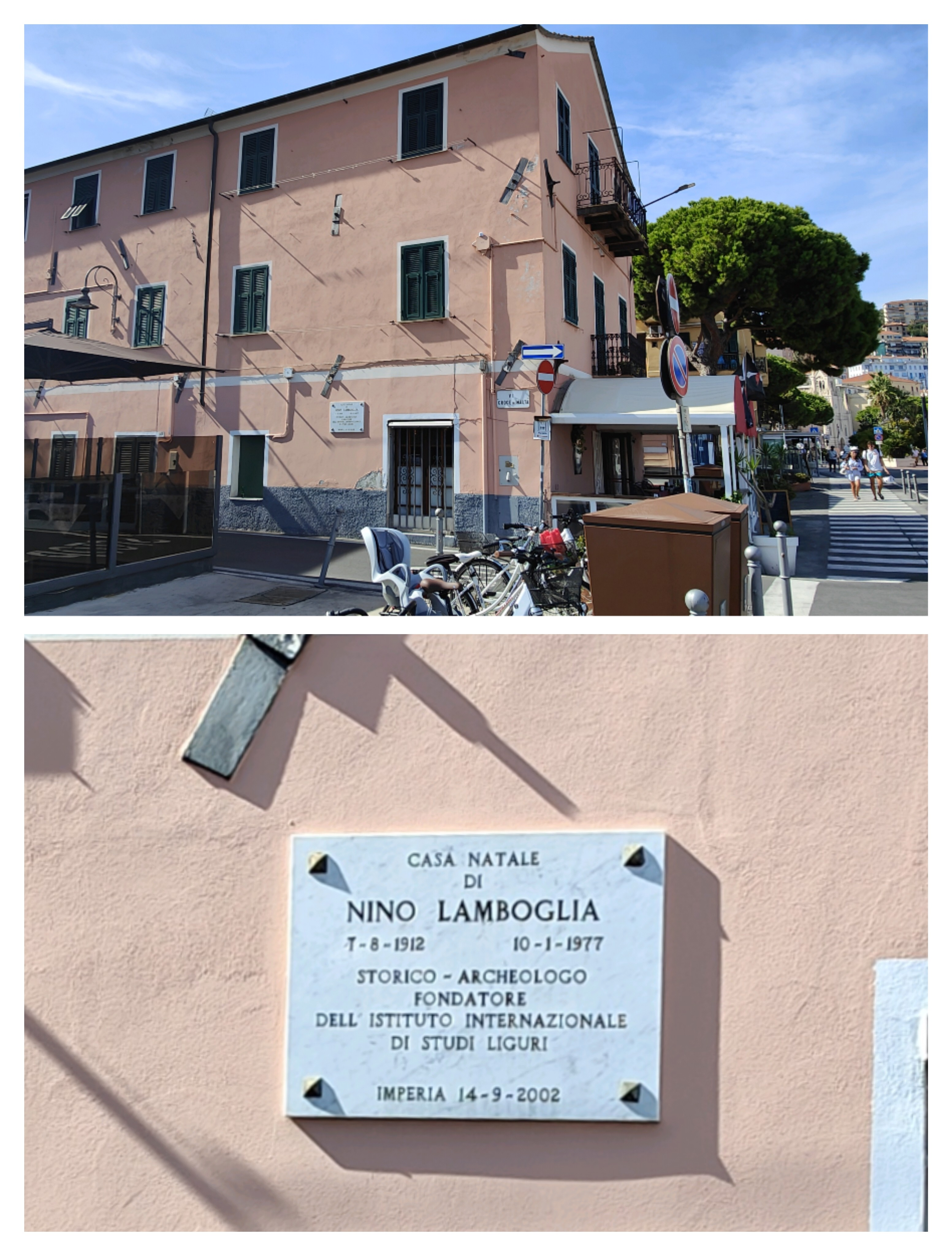
La casa natale di Nino Lamboglia in via Croce di Malta via S.Antonio a Borgo Marina

Trascorre lunghi periodi della fanciullezza ad Alassio, dove il padre è nominato preside di un istituto scolastico, avendo così l'opportunità di frequentare la vicina Albenga, che avrà notevole importanza nella sua carriera.
Nel 1931 diventa segretario della "Commissione per la toponomastica ligure" e nello stesso anno pubblica il suo primo lavoro. Si laurea a Genova nel 1933 con Giovanni Niccolini con una tesi dal titolo Topografia dell'Ingaunia nell'antichità, riguardante l'archeologia antica del Ponente ligure. Nel 1933 fonda ad Albenga la Società Storico Archeologica Ingauna e viene nominato segretario della Commissione toponomastica ligure. Quindi lavora all'ufficio storico presso il Comune di Albenga, dove è anche direttore, dal 1934 al 1937, della biblioteca civica, che risolleva dopo un periodo di crisi; nel 1934 inizia gli scavi in quello che Alfredo D'Andrade ipotizzava essere l'anfiteatro romano di Albenga e nella chiesa di San Calocero, che proseguirà anche nel 1938-39. Nominato commissario straordinario del museo Bicknell a Bordighera, in questi anni inizia la sua collaborazione con Luigi Bernabò Brea, archeologo preistorico e precursore delle moderne tecniche scientifiche.
Negli anni trenta lavora a diversi studi e collabora a ricerche archeologiche e storiche riguardanti la Riviera di Ponente, fondando nel 1942 a Bordighera l'Istituto internazionale di studi liguri, del quale è direttore fino al 1977, dando vita anche a diverse sezioni in altre località della regione.
Lavora per la soprintendenza come ispettore aggiunto, occupandosi delle antichità liguri; nel dopoguerra si occupa di scavi e ricerche sottomarine in altre regioni italiane, come in Sicilia e a Roma. Diventa socio dell'Associazione Italiana Biblioteche, della Società Ligure di storia patria, dell'Accademia Ligure di scienze e lettere, corrispondente dell'Istituto Nazionale di studi romani. Fa inoltre parte dal dopoguerra in poi del Comitato regionale della Sezione di Genova.
Nino Lamboglia durante la seconda guerra mondiale fu il massimo responsabile della Biblioteca Civica Aprosiana. Fu lui a far mettere in salvo i testi e i preziosi manoscritti custoditi nella celebre biblioteca, che altrimenti sarebbero probabilmente andati dispersi o distrutti a causa degli eventi bellici. Durante l'occupazione italiana di Mentone (1940-1943) fu nominato dal Commissario civile Frediani responsabile per le attività culturali italiane di Mentone in collaborazione con il poeta mentonasco Marcello Firpo. Negli anni cinquanta lavorò al loro ricollocamento e recupero. Lottò per evitare la lottizzazione di Villa Hanbury, vicino al promontorio di Capo Mortola, facendola acquistare dallo Stato e gestendola tramite l'Istituto internazionale di studi liguri, al quale rimase fino al 1980, recuperando il giardino e restaurando la villa.
Nel 1974 fu il primo docente italiano a ricoprire una cattedra di Archeologia medievale, presso l'Università di Genova.
Morì nel 1977 all'età di 64 anni, annegato in un increscioso incidente, essendo finito in acqua con la sua auto dal molo di Genova, in una giornata nebbiosa, mentre stava cercando di impegnare la rampa d'accesso di un traghetto assieme all'amico Giacomo Martini.
Gli è stato dedicato un museo di archeologia marina in Sardegna sull'isola della Maddalena, dove sono raccolti reperti recuperati da Lamboglia nei pressi dell'isola di Spargi.

## Attività svolta

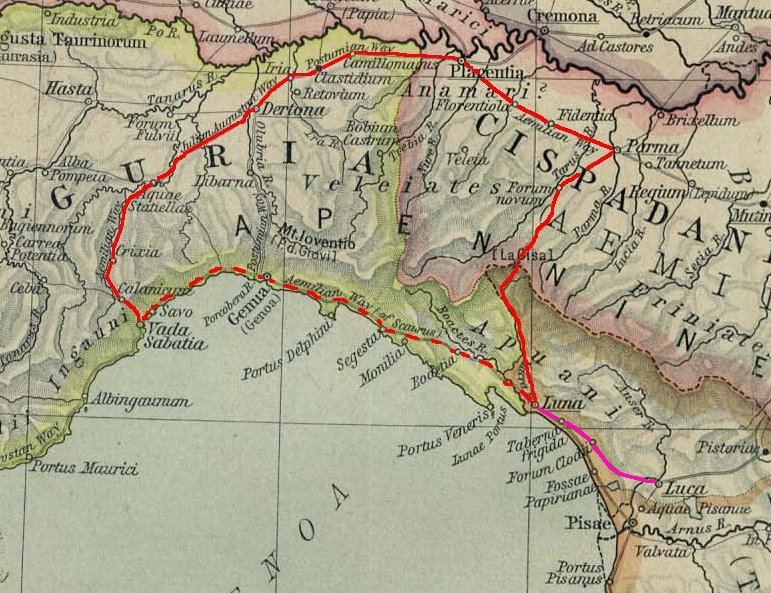
Tracciato presunto della via Aemilia Scauri (in rosso) nell'antica Roma (109 a.C.). La linea tratteggiata rappresenta un percorso costiero alternativo secondo alcuni autori. In viola l'estensione da Luni (Luna) a Lucca (Luca) realizzata da Giulio Cesare (56 a.C.)

Della sua attività scientifica si ricordano:
- I primi scavi effettuati nel 1936 nella Villa Matutia a Sanremo, ripresi poi nel 1960.
- Le campagne di scavo nella città romana di Albintimilium (odierna Ventimiglia) (1938-1940, pubblicate nel 1955), in cui applicò tra i primi in Italia il metodo stratigrafico in un contesto classico, appreso lavorando con Luigi Bernabò Brea, archeologo preistorico a lui contemporaneo.
- Gli scavi nelle terme romane di Cemenelum (a Cimiez presso Nizza) nei mesi di giugno-luglio del 1943[9].
- Lo scavo della nave romana di Albenga (1950) e la successiva creazione del Centro Sperimentale di Archeologia Subacquea, da cui prese avvio una intensa stagione di ricerche sottomarine in tutti i mari italiani.[10]
- Lo studio e l'attenzione per i reperti “minori” rinvenuti durante le ricerche, in particolar modo le ceramiche, cui diede un contributo rilevante per la classificazione e l'identificazione, con lo studio della ceramica campana a vernice nera e della ceramica africana a vernice rossa.

Importante è anche il suo contributo alla topografia, alla toponomastica, alla storia della Liguria, nonché l'attenzione e il recupero architettonico dei monumenti medievali, di cui intraprese importanti e fondamentali restauri.
Fu un attento e puntiglioso ricercatore delle tracce e del percorso della antica via romana detta Via Emilia Scauri del 109 a.C., della quale si erano praticamente perse le tracce e della quale il reale percorso appare ancora avvolto da dubbi e perplessità.
Scavò la necropoli preromana nei pressi di Chiavari, operò degli scavi a Tindari in Sicilia tra 1950 e 1956, a Roma nel Foro di Cesare e ad Empúries in Catalogna. Collaborò al restauro della cattedrale di San Michele Arcangelo di Albenga.
Redasse numerosi articoli, monografie, riviste, guide e libri, diventando un archeologo di fama mondiale, anche come storico e pubblicista.

## Riconoscimenti
- Award alla Memoria della Historical Diving Society Italia, HDS Italia (2004)[13]

## Fondazione Nino Lamboglia
Il 13 luglio 2012 viene costituita ufficialmente la Fondazione Nino Lamboglia, con finalità di interesse sociale con particolare attenzione alla tutela, alla ricerca e alla valorizzazione del patrimonio culturale. I soci fondatori dell'Onlus dedicata a Nino Lamboglia sono Philippe Pergola e Alessandro Garrisi. Il primo allievo del Lamboglia è attualmente Decano al Pontificio Istituto di Archeologia Cristiana, dove insegna Topografia dell'Orbis christianus antiquus; è anche Directeur de Recherche presso il Laboratoire d'Archéologie Médiévale et Modern an Méditerranée all'Università di Aix-Marseille (Francia) con oltre 300 pubblicazioni, mentre il secondo è dottore in archeologia esperto nella cristanizzazione delle Alpi Marittime liguri e francesi. 

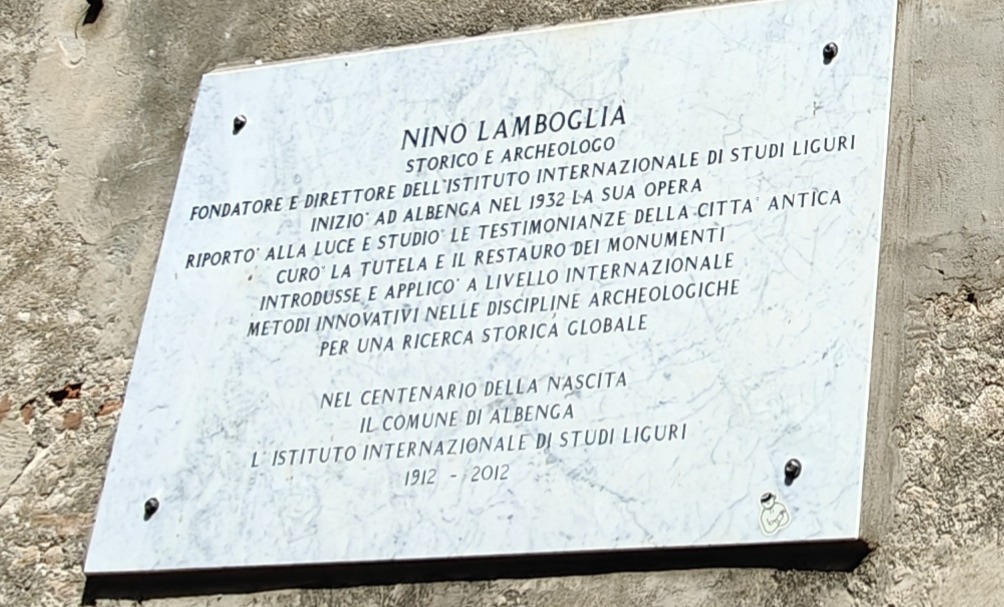
Targa marmorea in onore di Lamboglia affissa nel 2012 sul palazzo vescovile ingauno, lato fronte battistero.

La fondazione si è occupata dello scavo di San Calocero al Monte ad Albenga e dello scavo di Capo Don a Riva Ligure.